# Уповноважений Президента України з питань контролю за діяльністю Служби безпеки України
Уповноважений Президента України з питань контролю за діяльністю Служби безпеки України — офіційно вповноважений Президентом України відповідальний державний службовець, який здійснює постійний контроль за діяльністю Служби безпеки України.

## Історія
Посада «Уповноважений Президента України з питань контролю за діяльністю Служби безпеки України» була запроваджена указом Президента України Леонідом Кучмою 22 жовтня 1998 року. Цим же Указом було затверджено Положення «про здійснення постійного контролю Президента України за діяльністю Служби безпеки України».
Додаткові повноваження були визначені указом Президента України Віктором Ющенко № -427/2007 18 травня 2007 року.

## Законодавчі повноваження
Повноваження Уповноваженого визначаються Положенням «Про повноваження Уповноваженого Президента України з питань контролю за діяльністю Служби безпеки України та гарантії його діяльності» затвердженого Указом Президента України №-427/2007 від 18 травня 1998 року

## Основні повноваження
- 1) здійснює контроль за додержанням органами і підрозділами Служби безпеки України конституційних прав громадян і законодавства в оперативно-розшуковій діяльності та діяльності у сфері охорони державної таємниці;
- 2) вивчає положення, накази, розпорядження, інструкції і вказівки Служби безпеки України з метою визначення їх відповідності Конституції і законам України, в установленому порядку реєструє ці нормативно-правові акти і вживає заходів щодо включення їх до Єдиного державного реєстру нормативно-правових актів;
- 3) розглядає за дорученням Президента України звернення громадян щодо порушення їх конституційних прав і свобод, інших порушень у діяльності Служби безпеки України, а також зауваження і пропозиції щодо її діяльності;
- 4) розглядає інформацію з основних питань діяльності Служби безпеки України, випадки порушення законодавства та вносить за результатами розгляду в установленому порядку відповідні пропозиції;
- 5) одержує в разі потреби від міністерств, інших центральних органів виконавчої влади експертні оцінки з окремих питань; 6) розробляє та подає Президентові України пропозиції щодо здійснення заходів, спрямованих на забезпечення додержання конституційних прав громадян і вимог законодавства в оперативно-розшуковій, контррозвідувальній діяльності та діяльності у сфері охорони державної таємниці органів і підрозділів Служби безпеки України;
- 7) готує та подає Президентові України доповіді про результати своєї роботи;
- 8) надає Службі безпеки України рекомендації, узагальнення, довідки про нормотворчу роботу і забезпечення законності в оперативно-службовій діяльності;
- 9) бере участь у попередньому розгляді пропозицій щодо утворення, ліквідації та реорганізації органів і підрозділів Служби безпеки України, проектів актів Президента України з питань діяльності Служби безпеки України та подань про призначення Президентом України на посади та звільнення з посад посадових осіб зазначених органів і підрозділів;
- 10) виконує за дорученням Президента України інші функції з метою забезпечення постійного контролю Президента України за діяльністю Служби безпеки України.

## Права
Згідно Указу Президента, Уповноважений має право:
- 1) одержувати безперешкодно від Служби безпеки України положення, накази, розпорядження, інструкції, інші матеріали (в тому числі щодо здійснення міжнародного співробітництва), необхідні для виконання покладених на нього завдань та здійснення повноважень;
- 2) запитувати та одержувати в установленому порядку інформацію, документи і матеріали від органів державної влади, органів місцевого самоврядування, підприємств, установ і організацій з питань діяльності Служби безпеки України, необхідні для виконання покладених на нього завдань та здійснення повноважень;
- 3) бути присутнім на засіданнях колегії Служби безпеки України, радах при начальниках її регіональних органів;
- 4) брати участь у комплексних інспекторських та тематичних перевірках у системі Служби безпеки України, знайомитись з результатами таких перевірок;
- 5) знайомитись із матеріалами перевірок органами прокуратури стану додержання і застосування законів Службою безпеки України;
- 6) входити безперешкодно під час здійснення службових обов'язків у службові приміщення органів Служби безпеки України, її підрозділів, регіональних органів;
- 7) залучати за погодженням із Головою Служби безпеки України або його заступниками співробітників Служби безпеки України до проведення заходів контролю;
- 8) подавати в установленому порядку пропозиції щодо внесення змін до нормативно-правових актів Служби безпеки України;
- 9) ініціювати підготовку проектів актів Президента України з питань діяльності Служби безпеки України;
- 10) отримувати пояснення посадових осіб Служби безпеки України щодо прийнятих ними рішень, вчинених дій;
- 11) використовувати в установленому порядку державні, в тому числі урядові, системи зв'язку і телекомунікації, мережі спеціального зв'язку та інші технічні засоби.

## Забезпечення діяльності
Забезпечення діяльності Уповноваженого покладено на Офіс Президента України.

## Діючий Уповноважений
11 жовтня 2019 року Уповноваженим був призначений Семенченко Роман Юрійович.